# Plebania
Plebania – budynek mieszkalny będący własnością parafii, zazwyczaj ulokowany w pobliżu kościoła, przeznaczony na mieszkanie dla proboszcza bądź rektora oraz na kancelarię parafialną. Plebania może również stanowić mieszkanie dla innych księży (gości lub rezydentów).